# Saung
La saung ou saung-gauk est une harpe traditionnelle birmane. Elle est très ancienne et remonte au VIIIe siècle, d'après des sculptures au temple de Baw-baw-gyi. Bien que jouée depuis, elle bénéficia néanmoins d'un nouvel élan au XVIIIe siècle grâce à Myawaddy Mingyi U Sa (1766-1853) qui adapta la musique siamoise et créa de la musique pour harpe pour accompagner le Ramayana tout en inventant un nouveau genre appelé yodaya. Le nombre de cordes serait alors passé de 7 à 13.

## Facture
C'est une grande harpe de cour naviforme de 80cm de long sur 76 cm de haut. Elle fait partie des harpes arquées car sa caisse de résonance laquée et recouverte d'une peau de daim (percée de fines ouïes) est horizontale. Son arc est taillé dans une racine d'arbre qui se termine par une sculpture de feuille de l'arbre sacré bo (figuier). L'ensemble est incrusté de mica, perle, verre... Le support sur lequel elle repose est lui aussi très décoré, de même que le bout des 13 à 16 cordes en soie ou nylon. Le chevillier est à friction, mais il en existe des modernes.

## Jeu
On en joue assis par terre, l'instrument posé perpendiculairement à soi sur les genoux, l'arc à gauche, en pinçant les cordes de l'extérieur, avec la main droite tandis que la main gauche sert d'étouffoir et permet un jeu en staccato. L'accord varie selon les quatre principaux modes de la musique birmane, mais une tendance récente intègre un accord diatonique (occidentalisé).
Longtemps réservée à la musique de chambre de la Cour, elle est désormais visible dans de petits ensembles traditionnels, accompagnée par un chanteur. Le dernier grand représentant des "musiciens célestes" (Deiwa-Einda) au service de la Cour était U Maung Maung Gyi (1855-1933). Il a su former de nouvelles générations de harpistes dont la musique n'est jamais écrite, mais transmise oralement. À la suite de l'annexion britannique, la Cour de Mandalay périclita, mais l'art se transmit alors à la Cour du Saopha (prince) de Hsipaw. Les harpistes notoires tels U Hpu Gyaung et Sao Mya Aye Kyi en venaient.
En 1956, le cinéaste japonais Kon Ichikawa réalisa un film pacifiste nommé La Harpe de Birmanie (Biruma no tategoto), dont la trame se déroule en Birmanie et où un soldat japonais devient un moine bouddhiste joueur de harpe saung.